# Arachniodes × ikeminensis
Arachniodes × ikeminensis là một loài dương xỉ trong họ Dryopteridaceae. Loài này được Seriz. mô tả khoa học đầu tiên năm 1986.